# Daknamstadion
Het Daknamstadion is een voetbalstadion in Daknam, een deelgemeente van de Belgische stad Lokeren. Het ontleent zijn naam aan deze deelgemeente. Het stadion is sinds 2020 de thuisbasis van de Belgische voetbalclub KSC Lokeren-Temse en was daarvoor de thuisbasis van de voetbalclub Sporting Lokeren.
Het stadion biedt plaats aan 12.000 toeschouwers. In de hoogtijdagen van Sporting Lokeren had het stadion een capaciteit van 18.000 plaatsen.

## Geschiedenis
Het Daknamstadion is sinds de jaren 1950 een belangrijk sportcomplex in de regio. Het werd oorspronkelijk geopend onder de naam "Stedelijk Stadion" en was eigendom van de Stad Lokeren. In de beginjaren werd het stadion gebruikt voor diverse sportactiviteiten, waaronder hondenrennen, atletiekwedstrijden en amateurvoetbal, onder andere voor brandweer- en politieteams. Door de toenemende bekendheid kreeg het stadion al snel de informele naam "Daknamstadion", die later officieel werd aangenomen.
In 1956 werd het stadion uitgebreid met een tribune die plaats bood aan ongeveer 600 tot 700 toeschouwers. In 1970 fuseerden Koninklijke Racing Club Lokeren en Standaard FC Lokeren tot KSC Lokeren, dat het Daknamstadion als thuisbasis ging gebruiken. Deze situatie bleef bestaan tot het faillissement van de club in 2020. Nadien werd de opvolgerclub KSC Lokeren-Temse opgericht, die het stadion bleef gebruiken. Ook Club NXT, het beloftenelftal van Club Brugge, speelde in deze periode wedstrijden in het Daknamstadion.

## Herstellingswerken

### Eerste renovatie
De eerste aanzienlijke renovatie van het stadion begon in 1974, met de herstructurering van de bestaande tribune en de constructie van drie nieuwe tribunes. Hierdoor groeide de capaciteit van het stadion snel tot 18.000 plaatsen, wat resulteerde in een uitverkochte status toen het stadion in de UEFA Cup gastheer was voor de Spaanse topclub FC Barcelona.
In de vroege jaren '80 werd de nieuwe Oost Tribune gebouwd, inclusief bijbehorende kantoorgebouwen, die vervolgens werden afgerond. Echter, zes jaar later, op 4 augustus 1986, werd het Daknamstadion getroffen door een windhoos. Deze krachtige wind verwoestte meer dan de helft van het metalen dak van de Oost-Tribune.

### De grote renovaties
In 1997 startte een tweede grote renovatie waarbij de Noord Tribune (vakken 6 en 7, de thuishaven van de fanatieke supporters van Sporting Lokeren) werd voorzien van een dak. Gedurende deze periode werden ook de faciliteiten voor de spelers verbeterd. Deze renovatie werd voltooid in 1998.
Nauwelijks na deze tweede renovatie begon in 2000 een derde omvangrijke verbouwing, gericht op de vernieuwing van de buitenkant van het hoofdgebouw en de aanpassing van de Oost Tribune. Tijdens deze fase werd tevens de Laurenti Feestzaal gebouwd. Een jaar later werd besloten om de Zuid Tribune (vak 5) te sluiten vanwege de verwaarloosde staat van de tribune. Tegelijkertijd vond een omstreden vakwissel plaats om de veiligheid te verbeteren: de fanatieke supportersvakken 6 en 7 werden bestemd voor bezoekende supporters, terwijl de fanatieke Sporting Lokeren fans werden verplaatst naar het voormalige gastenvak.
In 2003 speelde Sporting Lokeren een UEFA Cup-wedstrijd tegen de Engelse voetbalclub Manchester City FC, waarbij een noodtribune werd gebouwd op de plek van de voormalige Vak 5. Tot 2005 was het stadion eigendom van de Stad Lokeren, waarna de club het stadion in erfpacht kreeg. In datzelfde jaar werd het veld opnieuw aangelegd. Kleine renovaties vonden plaats tot 2008, waarbij de capaciteit werd vastgesteld op 9.560 toeschouwers, met 5.120 zitplaatsen en 4.440 staanplaatsen.
Na het seizoen 2013/14 werd een nieuwe tribune gebouwd achter het doel, ter vervanging van een reclamewand. Het bezoekersvak werd ook uitgebreid met extra zitplaatsen. Het hele stadion kreeg nieuwe stoelen volgens de UEFA-normen. Hierdoor groeide de capaciteit naar 12.000 plaatsen: 8.000 zitplaatsen en 4.000 staanplaatsen, waardoor Sporting Lokeren zijn Europese wedstrijden op eigen grond kon spelen.

## Vakindeling
Het Daknamstadion omvat tribunes aan alle zijden van het speelveld, aangeduid als Tribune 1 (westzijde), Tribune 2 (noordzijde), Tribune 3 (oostzijde) en Tribune 4 (zuidzijde). Tribune 1 biedt diverse zitopties, waaronder inside seats, business seats en zitplaatsen in de vakken Ere, A1 en A2. In 2011 werden de vakken 6 en 7 opnieuw toegewezen als de thuisbasis voor de fanatieke Lokeren-supporters, gescheiden van de bezoekers. Aan het begin van het seizoen 2014-2015 kregen de bezoekers een onoverdekte zittribune (Vak 1 voor staanplaatsen / Vak B1 + B2 voor zitplaatsen), gelegen achter het doel.
Tribune 2 bevindt zich aan de korte zijde van het veld, waar 1/3 van de ruimte is gereserveerd voor de bezoekende supporters. Het overige deel van de tribune is gesloten.
Tribune 3 bestaat uit staanplaatsen op de eerste ring (vakken 3 en 4) en zitplaatsen op de tweede ring (vakken D, E, F, G, H, I en J).
Tribune 4 werd geopend in het seizoen 2014-2015, specifiek voor de Europa League, en biedt bijna 3000 zitplaatsen. Toegangsprijzen variëren van 10 euro tot 20 euro per toegangsbewijs en wordt deels ingenomen door de spionkop van KSC Lokeren-Temse.

## Bereikbaarheid
Het stadion ligt aan de verbindingsweg tussen het dorpscentrum van de deelgemeente Daknam en de N70 en ligt op loopafstand van het Station Lokeren. Buslijn 27 (Sint-Niklaas – Puivelde – Sinaai – Eksaarde – Lokeren) stopt op 170 meter van het stadion.